# Uden for kærligheden
Uden for kærligheden er en dansk film fra 2007 med en historie om et jødisk-muslimsk kærlighedsdrama, instrueret af Daniel Espinosa og efter manuskript af Daniel Dencik.

## Handling
Den 27-årige Samuel har mistet sin kone og bor alene med sin 5-årige søn hos sine jødiske forældre i en lille lejlighed i Ryparken. Samuel arbejder som sikkerhedsvagt på Carolineskolen og har en drøm om at stikke af med sønnen til USA. Sammen med vennen Weinberger planlægger han i dyb hemmelighed sin afrejse, men livet ændrer sig dramatisk, da kærligheden rammer i skikkelse af den smukke Amina, der ejer kiosken henne om hjørnet. Snart ulmer konflikterne i begge familier.